# Skärsjön (Torups socken, Halland, 632238-132913)
Skärsjön är en sjö i Hylte kommun i Halland och ingår i Nissans huvudavrinningsområde. Sjön har en area på 0,0577 kvadratkilometer och ligger 134,1 meter över havet.

## Delavrinningsområde
Skärsjön ingår i det delavrinningsområde (632273-132978) som SMHI kallar för Ovan 632426-133085. Medelhöjden är 137 meter över havet och ytan är 5,7 kvadratkilometer. Det finns inga avrinningsområden uppströms utan avrinningsområdet är högsta punkten. Vattendraget som avvattnar avrinningsområdet har biflödesordning 3, vilket innebär att vattnet flödar genom totalt 3 vattendrag innan det når havet efter 59 kilometer. Avrinningsområdet består mestadels av skog (45 %) och sankmarker (43 %). Avrinningsområdet har 0,06 kvadratkilometer vattenytor vilket ger det en sjöprocent på 1 %.